# 대한민국의 대통령비서실장
대통령 비서실장(大統領 秘書室長, Chief of staff to the President)은 대통령 비서실을 대표하는 직위로, 1960년부터는 정식 편제화되어 장관급 정무직공무원으로 보한다.

## 임명
- 대통령비서실장은 대통령이 임명한다.

## 역할
- 각 행정기관의 장은 소관사무를 통할하고 소속공무원을 지휘·감독한다.
- 대통령비서실장은 대통령의 직무를 보좌한다.

## 역대 실장

### 경무대 비서실장
| 정부      | 대수 | 이름           | 임기                            | 비고                                                                     |
| --------- | ---- | -------------- | ------------------------------- | ------------------------------------------------------------------------ |
| 제1공화국 | 초대 | 이기붕(李起鵬) | 1948년 4월 15일~1948년 10월     | 제3.4대 국회의원,국회의장, 대한올림픽위원회 위원장, 국방부장관, 서울시장 |
| 제1공화국 | 2대  | 김양천(金良千) | 1948년 10월~1949년 6월 1일      |                                                                          |
| 제1공화국 | 3대  | 고재봉(高在鳳) | 1949년 6월 1일~1953년           |                                                                          |
| 제1공화국 | 4대  | 유창준(兪昶濬) | 1953년~1960년 4월 26일          |                                                                          |
| 과도 내각 | 5대  | 장일강(張日剛) | 1960년 4월 26일~1960년 8월 12일 | 대통령 권한대행 허정의 비서실장                                          |

### 청와대 비서실장
| 정부      | 대수 | 이름           | 임기                             | 비고 |
| --------- | ---- | -------------- | -------------------------------- | ---- |
| 제2공화국 | 6대  | 김준하(金準河) | 1960년 8월 18일~1960년 10월 20일 |      |

### 대통령비서실장
| 정부        | 대수           | 이름                              | 임기                                                             | 비고                                                                                     |
| ----------- | -------------- | --------------------------------- | ---------------------------------------------------------------- | ---------------------------------------------------------------------------------------- |
| 제2공화국   | 초대           | 이재항(李載沆)                    | 1960년 10월 21일~1962년 4월 6일                                  |                                                                                          |
| 제2공화국   | 2대            | 이동원(李東元)                    | 1962년 4월 6일~1963년 12월 6일                                   | 제7.8.15대 국회의원, 외무부 장관 역임                                                    |
| 제3공화국   | 3대            | 이후락(李厚洛)                    | 1963년 12월 10일~1969년 10월 21일                                | 중앙정보부장, 제9대 국회의원,                                                            |
| 제3공화국   | 4대            | 김정렴(金正濂)                    | 1969년 10월 21일~1978년 12월 22일                                | 역대 최장수 실장                                                                         |
| 제4공화국   | 4대            | 김정렴(金正濂)                    | 1969년 10월 21일~1978년 12월 22일                                | 역대 최장수 실장                                                                         |
| 5대         | 김계원(金桂元) | 1978년 12월 22일~1979년 10월 30일 | 중앙정보부장,육군참모총장 역임                                   |                                                                                          |
| 서리        | 최광수(崔侊洙) | 1979년 11월 7일~1979년 12월 10일  | 교통부,외무부 장관 역임                                          |                                                                                          |
| 6대         | 최광수(崔侊洙) | 1979년 12월 10일~1980년 8월 27일  |                                                                  |                                                                                          |
| 7대         | 김경원(金瓊元) | 1980년 8월 27일~1981년 12월 30일  | 주 유엔대사, 주 미국대사 역임                                    |                                                                                          |
| 7대         | 김경원(金瓊元) | 1980년 8월 27일~1981년 12월 30일  | 주 유엔대사, 주 미국대사 역임                                    | 제5공화국                                                                                |
| 8대         | 이범석(李範錫) | 1982년 1월 3일~1982년 6월 2일     | 국토통일원 장관 역임                                             |                                                                                          |
| 9대         | 함병춘(咸秉春) | 1982년 6월 6일~1983년 10월 9일    | 아웅산 테러 사건으로 순직                                        |                                                                                          |
| 10대        | 강경식(姜慶植) | 1983년 10월 15일~1985년 1월 21일  | 부총리 겸 재정경제원 장관, 재무부 장관 역임                      |                                                                                          |
| 11대        | 이규호(李奎浩) | 1985년 1월 21일~1985년 10월 14일  | 제7대 국토통일원 장관,제25대 문교부 장관, 주 일본대사 역임       |                                                                                          |
| 12대        | 박영수(朴英秀) | 1985년 10월 15일~1987년 7월 19일  | 제18대 서울특별시장 역임                                         |                                                                                          |
| 13대        | 김윤환(金潤煥) | 1987년 7월 20일~1988년 2월 24일   | 제11.13.14.15대 국회의원, 제7.11.19대 정무1장관, 문화공보부 차관 |                                                                                          |
| 노태우 정부 | 14대           | 홍성철(洪性澈)                    | 1988년 2월 25일~1990년 3월 17일                                  | 대통령비서실 정무수석비서관, 국무총리 비서실장, 내무부, 보건사회부 ,국토통일원 장관 역임 |
| 노태우 정부 | 15대           | 노재봉(盧在鳳)                    | 1990년 3월 17일~1990년 12월 27일                                 | 제22대 국무총리, 제14대 국회의원                                                         |
| 노태우 정부 | 16대           | 정해창(丁海昌)                    | 1990년 12월 27일~1993년 2월 24일                                 | 대검찰청 차장검사, 법무부 차관, 법무부 장관 역임                                         |
| 김영삼 정부 | 17대           | 박관용(朴寬用)                    | 1993년 2월 25일~1994년 12월 23일                                 | 제11,12,13,14,15,16대 국회의원 역임, 국회의장 역임                                       |
| 김영삼 정부 | 18대           | 한승수(韓昇洙)                    | 1994년 12월 23일~1995년 12월 21일                                | 외교통상부 장관, 상공부 장관, 부총리 겸 재정경제원 장관, 주미대사, 국무총리 역임         |
| 김영삼 정부 | 19대           | 김광일(金光一)                    | 1995년 12월 21일~1997년 2월 28일                                 | 제13대 국회의원, 국민고충처리위원회 위원장                                               |
| 김영삼 정부 | 20대           | 김용태(金瑢泰)                    | 1997년 2월 28일~1998년 2월 24일                                  | 제11.12.13.14대 국회의원 역임                                                            |
| 김대중 정부 | 21대           | 김중권(金重權)                    | 1998년 2월 25일~1999년 11월 23일                                 | 대통령비서실 정무수석비서관, 제11.12.13대 국회의원 역임                                  |
| 김대중 정부 | 22대           | 한광옥(韓光玉)                    | 1999년 11월 23일~2001년 9월 10일                                 | 제11.13.14.15대 국회의원, 내무부 장관                                                    |
| 김대중 정부 | 23대           | 이상주(李相周)                    | 2001년 9월 10일~2002년 1월 29일                                  | 대통령비서실 교육문화수석비서관, 부총리 겸 교육인적자원부 장관 역임                      |
| 김대중 정부 | 24대           | 전윤철(田允喆)                    | 2002년 1월 29일~2002년 4월 15일                                  | 수산청장, 부총리 겸 재정경제부 장관, 감사원장 역임                                       |
| 김대중 정부 | 25대           | 박지원(朴智源)                    | 2002년 4월 15일~2003년 2월 24일                                  | 14.18.19.20대 국회의원, 문화관광부 장관, 대통령비서실 정책수석비서관 역임                |
| 노무현 정부 | 26대           | 문희상(文喜相)                    | 2003년 2월 25일~2004년 2월 13일                                  | 제14.16~20대 국회의원, 국회의장 역임                                                     |
| 노무현 정부 | 27대           | 김우식(金雨植)                    | 2004년 2월 13일~2005년 8월 19일                                  | 부총리 겸 과학기술처 장관 역임                                                           |
| 노무현 정부 | 28대           | 이병완(李炳浣)                    | 2005년 8월 25일~2007년 3월 9일                                   | 대통령비서실 국내언론비서관, 홍보특보                                                    |
| 노무현 정부 | 29대           | 문재인(文在寅)                    | 2007년 3월 12일~2008년 2월 24일                                  | 대통령비서실 민정수석, 시민사회수석비서관, 제19대 국회의원, 제19대 대통령                |

### 대통령실장
| 정부        | 대수 | 이름           | 임기                             | 비고                                        |
| ----------- | ---- | -------------- | -------------------------------- | ------------------------------------------- |
| 이명박 정부 | 초대 | 류우익(柳佑益) | 2008년 2월 25일~2008년 6월 10일  | 통일부 장관 역임                            |
| 이명박 정부 | 2대  | 정정길(鄭正佶) | 2008년 6월 20일~2010년 6월 3일   |                                             |
| 이명박 정부 | 3대  | 임태희(任太熙) | 2010년 7월 16일~2011년 11월 30일 | 제16.17.18대 국회의원, 고용노동부 장관 역임 |
| 이명박 정부 | 4대  | 하금열(河今烈) | 2011년 12월 12일~2013년 2월 24일 |                                             |
| 박근혜 정부 | 5대  | 허태열(許泰烈) | 2013년 2월 25일~2013년 3월 22일  |                                             |

### 대통령비서실장
| 정부        | 대수 | 이름           | 임기                             | 비고                                                                                                 |
| ----------- | ---- | -------------- | -------------------------------- | --- |
| 박근혜 정부 | 30대 | 허태열(許泰烈) | 2013년 3월 23일~2013년 8월 4일   | 충청북도지사, 제16.17.18대 국회의원 역임                                                             |
| 박근혜 정부 | 31대 | 김기춘(金淇春) | 2013년 8월 5일~2015년 2월 22일   | 제15.16.17대 국회의원, 검찰총장, 법무부 장관 역임                                                    |
| 박근혜 정부 | 32대 | 이병기(李丙琪) | 2015년 3월 1일~2016년 5월 15일   | 대통령비서실 의전수석비서관, 국가정보원장 역임                                                       |
| 박근혜 정부 | 33대 | 이원종(李元鐘) | 2016년 5월 16일~2016년 10월 30일 | 서울특별시장, 충청북도지사 역임                                                                      |
| 박근혜 정부 | 34대 | 한광옥(韓光玉) | 2016년 11월 3일~2017년 5월 9일   | 제11.13.14.15대 국회의원 역임                                                                        |
| 문재인 정부 | 35대 | 임종석(任鍾晳) | 2017년 5월 10일~2019년 1월 8일   | 제16.17대 국회의원, 서울특별시 정무부시장 역임                                                       |
| 문재인 정부 | 36대 | 노영민(盧英敏) | 2019년 1월 9일~ 2020년 12월 31일 | 제17.18.19대 국회의원, 주 중국대사 역임                                                              |
| 문재인 정부 | 37대 | 유영민(兪英民) | 2021년 1월 1일~2022년 5월 9일    | 초대 과학기술정보통신부 장관 역임                                                                    |
| 윤석열 정부 | 38대 | 김대기(金大棋) | 2022년 5월 10일~2023년 12월 28일 | 대통령 정책실장 역임                                                                                 |
| 윤석열 정부 | 39대 | 이관섭(李官燮) | 2023년 12월 29일~2024년 4월 22일 | 산업통상자원부 제1차관, 대통령비서실 정책기획수석&국정기획수석, 대통령비서실 정책실장 역임           |
| 윤석열 정부 | 40대 | 정진석(鄭鎭碩) | 2024년 4월 23일~2025년 6월 3일   | 제16.17.18.20.21대 국회의원, 대통령비서실 정무수석, 국회의장 비서실장, 국회사무총장, 국회부의장 역임 |
| 이재명 정부 | 41대 | 강훈식(姜勳植) | 2025년 6월 4일~                  | 제20.21.22대 국회의원, 더불어민주당 전략기획위원장&정책위원회 제3&6&7정책조정위원장                  |

## 같이 보기
- 대통령비서실
- 대통령비서실 정책실장
- 대통령비서실 수석비서관